# Paul Greengard

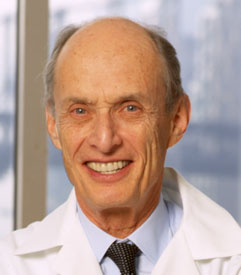
Paul Greengard (2009)

Paul Greengard (* 11. Dezember 1925 in Queens, New York City; † 13. April 2019 in Manhattan, New York City) war ein US-amerikanischer Biochemiker, Pharmakologe und Neurobiologe. Im Jahr 2000 erhielt er gemeinsam mit Arvid Carlsson und Eric Kandel den Nobelpreis für Physiologie oder Medizin für „ihre Entdeckungen betreffend der Signalübertragung im Nervensystem“.

## Herkunft und Privates
Paul Greengard war der Sohn von Benjamin Greengard, einem ehemaligen Vaudeville-Künstler, der später eine Stelle als Vertriebsmanager eines Parfümherstellers errang, woraufhin die Familie in den Stadtteil Forest Hills zog. Pauls ältere Schwester war die Schauspielerin, Autorin und Fernsehmoderatorin Irene Kane. Ihre Mutter Pearl Meister, eine ehemalige Sekretärin, starb kurz nach Pauls Geburt, Anfang 1927 heiratete Benjamin Greengard erneut. Aus dieser Ehe ging Paul Greengards rund 12 Jahre jüngere Halbschwester Linda hervor. Mit dem Preisgeld seines Nobelpreises stiftete er den Pearl Meister Greengard Prize für herausragende Forscherinnen im Bereich der Biomedizin. Die Auszeichnung soll zum einen der Diskriminierung weiblichen Forschungspersonals entgegen treten und zum anderen an seine Mutter erinnern, von der er erst im Alter von 20 Jahren erfuhr.
Greengard war mit der Bildhauerin Ursula von Rydingsvard verheiratet. Seine beiden Söhne Leslie und Claude Greengard sind Mathematiker.

## Wissenschaftliche Tätigkeit
Paul Greengard promovierte 1953 in Baltimore an der Johns-Hopkins-Universität im Fach Biophysik, arbeitete anschließend in England (London und Cambridge) auf dem Gebiet der Biochemie und ging 1959 an die Geigy-Forschungslaboratorien in Greenburgh (Ardsley/New York). 1968 wurde er als Professor an die Yale University, School of Medicine in New Haven berufen, auf der er als Professor für Pharmakologie und Psychiatrie tätig wurde. 1983 bekam er eine Professur an der Rockefeller University in New York, wo er zugleich die Leitung des Labors für Molekularbiologie und Zelluläre Neurowissenschaften übernahm. Im Laufe seiner akademischen Karriere forschte und unterrichtete Greengard außerdem am Albert Einstein College of Medicine und an der Vanderbilt University.
Greengard forschte vor allem an der Signalübertragung zwischen den Nervenzellen im Gehirn, um die konkrete Vermittlung durch interzellulare Signalstoffe zu untersuchen. Dabei klärte er vor allem die Übertragung an den so genannten langsamen Synapsen auf, über die grundlegende Funktionen des zentralen Nervensystems wie etwa Stimmungen oder die Wachsamkeit bestimmt werden. Er entdeckte, dass der Signalstoff Dopamin eine Kaskade von Reaktionen im Innern der Nervenzelle auslöst, die neben der Modifikation verschiedener zelleigener Proteine auch zur Öffnung von Ionenkanälen führt. Durch die dadurch eindringenden Ionen wird die elektrische Ladung der Zelle umgekehrt, wodurch Aktionspotentiale ausgelöst werden.
Die Erkenntnisse über die Signalübertragung und die Wirkung von Signalstoffen sind vor allem für den Einsatz von Medikamenten von Bedeutung. Vor allem die Wirkungsweise von Psychopharmaka, etwa gegen Schizophrenie, können dadurch besser verstanden und untersucht werden.

## Auszeichnungen (Auswahl)
- 1991: NAS Award in the Neurosciences
- 1994: Ralph-W.-Gerard-Preis
- 2000: Nobelpreis für Physiologie oder Medizin
- 2010: Goldmedaille des Karolinska Institutes

## Ehrungen und Mitgliedschaften (Auswahl)
- 1978: Mitglied der National Academy of Sciences
- 1978: Mitglied der American Academy of Arts and Sciences
- 1994: Mitglied der American Philosophical Society
- 2000: Mitglied der Königlich Schwedischen Akademie der Wissenschaften
- 2006: Mitglied der Serbischen Akademie der Wissenschaften und Künste
- Mitglied der Norwegischen Akademie der Wissenschaften